# Cinereomyces
Cinereomyces — рід грибів родини Polyporaceae. Назва вперше опублікована 1982 року.

## Класифікація
До роду Cinereomyces відносять 4 види:
- Cinereomyces dilutabilis
- Cinereomyces lenis
- Cinereomyces lindbladii
- Cinereomyces vulgaris